# Es Pedregar
Es Pedregar és una possessió del terme de Llucmajor, Mallorca.
Es Pedregar és una segregació de la finca Alcariassa (Cas Frares), que comprèn les actuals possessions de Son Taixaquet, ses Males Cases, etc. L'any 1349 Pere Palomera era propietari d'una meitat i de l'altra ho era Pere Alegre. Segons el cadastre de 1863 de les 261 quarterades, d'una de les propietats, la meitat era de vinya.

## Les cases
Les cases actuals han estat reformades. En una de les façanes hi ha l'escut nobiliari dels Jaume i també destaca l'esplèndid coll de cisterna. Té una capella-oratori d'estil neogòtic de planta rectangular amb absis hexagonal, situada a la clastra interior de les cases, està dedicada a la Immaculada Concepció. En presideix l'altar un quadre. En una de les claus que tenen els arcs de la capella hi ha la data de construcció (1885), el projecte del qual es deu a Miquel Salvà i Llompart, i a l'altra clau l'escut dels Jaume.

## Restes arqueològiques
Davant les cases i a l'altra vorera del camí hi ha un poblat talaiòtic (poblat talaiòtic d'es Pedregar), d'uns 500 metres d'extensió. S'hi troben diversos talaiots, restes de murs i una trentena d'habitacions, algunes de les quals foren excavades per Josep Colominas i Roca. S'han excavat tres habitacions de forma quadrangular amb dos o tres pilars de pedres grosses enmig que servien per aguantar la coberta; s'hi trobaren àmfores romanes, altres tipus de ceràmica, braçalets de bronze i un capet de guerrer, de Mart, estudiat per l'arqueòleg Antonio García y Bellido.